# 内菲耶斯
内菲耶斯（法語：Neffiès，法語發音：[nɛfjɛs]）是法国埃罗省的一个市镇，属于贝济耶区。

## 地理
内菲耶斯（43°32'1"N, 3°19'48"E）面积10.92 平方千米，位于法国奧克西塔尼大區埃罗省，该省份为法国南部沿海省份，南濒地中海，西南接奥德省，西北接塔恩省和阿韦龙省，东北与加尔省接壤。
与内菲耶斯接壤的市镇（或旧市镇、城区）包括：卡布里耶尔、科镇、丰泰斯、鲁让、瓦扬。

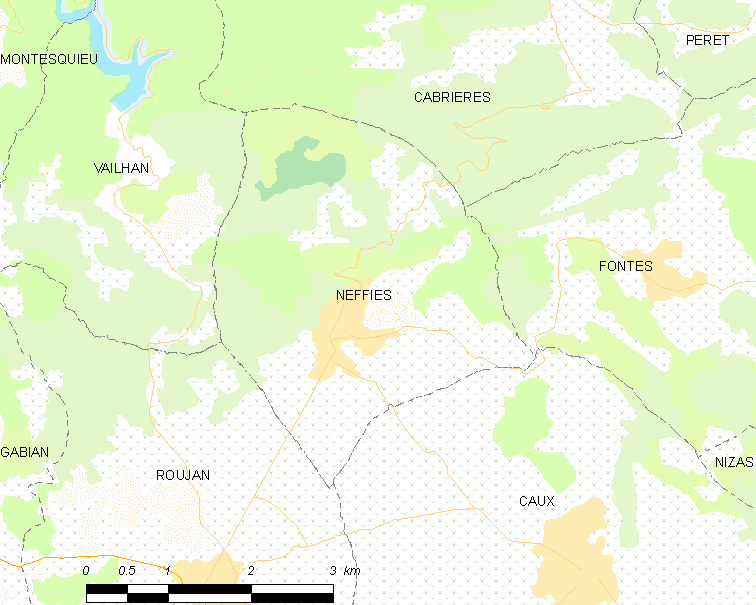
内菲耶斯的OSM定位图

内菲耶斯的时区为UTC+01:00、UTC+02:00（夏令时）。

## 行政
内菲耶斯的邮政编码为34320，INSEE市镇编码为34181。

## 政治
内菲耶斯所属的省级选区为卡祖勒莱贝济耶县。

## 人口

1962-2008年间内菲耶斯人口变化图示

内菲耶斯于2022年1月1日时的人口数量为1018人。